# Saison 1981-1982 de snooker
Navigation
1980-1981 1982-1983
La saison 1981-1982 de snooker est la 14e saison de snooker. Elle regroupe 21 tournois organisés par la WPBSA entre le 27 juin 1981 et le 28 mai 1982.

## Nouveautés
- Le Masters d’Écosse et le Masters des Highlands sont introduits dans le calendrier tout en maintenant le championnat d’Écosse.
- Le tournoi qualificatif au circuit professionnel réservé aux joueurs amateurs n'est pas reconduit tout comme l'Open du Canada et le tournoi champions des champions.
- Création de l'Open international et du Masters international, deux épreuves se déroulant à Derby.
- Création également du Classique d'Irlande du Nord et du Classique Bass and Golden Leisure.

## Calendrier
| C = Tournoi classé (professionnel)              |
| NC = Tournoi non classé (professionnel)         |
| TE = Tournoi par équipes (professionnel)        |
| P/A = Tournoi pro-am (professionnel et amateur) |

| Dates (mois-jour) | Dates (mois-jour) | Tournoi                            | Lieu        | Site                          | Cat. | Vainqueur           | Finaliste           | Score   | Références |
| 06–25             | 06–27             | Masters d'Australie                | Sydney      | Channel 10 Television Studios | NC   | Tony Meo            | John Spencer        | [ n 1 ] | [ 1 ]      |
| 09–22             | 09–25             | Masters d’Écosse                   | Glasgow     | Kelvin Hall                   | NC   | Jimmy White         | Cliff Thorburn      | 9–4     | [ 2 ]      |
| 10–??             | 10–??             | Open International                 | Derby       | Assembly Rooms                | NC   | Steve Davis         | Dennis Taylor       | 9–0     | [ 3 ]      |
| 10–??             | 11–01             | Coupe du monde                     | Reading     | Hexagon Theatre               | TE   | Angleterre          | Pays de Galles      | 4–3     | ,          |
| 10-??             | 10-??             | Tournoi Pontins pro-am (automne)   | Prestatyn   | Pontins                       | NC   | Bill Oliver (en)    | Ian Williamson (en) | 7–5     |            |
| 11–03             | 11–07             | Classique d'Irlande du Nord        | Belfast     | Ulster Hall                   | NC   | Jimmy White         | Steve Davis         | 11–9    | ,          |
| 11–22             | 12–05             | Championnat du Royaume-Uni         | Preston     | Preston Guild Hall            | NC   | Steve Davis         | Terry Griffiths     | 16–3    | [ 8 ]      |
| 01–??             | 01–??             | Pot Black                          | Birmingham  | Studios Pebble Mill           | NC   | Steve Davis         | Eddie Charlton      | 2–0     | ,          |
| 01–10             | 01–13             | Classique de snooker               | Oldham      | Civic Centre                  | NC   | Terry Griffiths     | Steve Davis         | 9–8     | [ 11 ]     |
| 01–26             | 01–31             | Masters                            | Londres     | Wembley Conference Centre     | NC   | Steve Davis         | Terry Griffiths     | 9–5     | [ 12 ]     |
| 02–??             | 02–24             | Classique Tolly Cobbold            | Ipswich     | Corn Exchange                 | NC   | Steve Davis         | Dennis Taylor       | 8–3     | ,          |
| 02–??             | 02–28             | Championnat du pays de Galles      | Ebbw Vale   | Ebbw Vale Leisure Centre      | NC   | Doug Mountjoy       | Terry Griffiths     | 9–8     | ,          |
| 03–01             | 03–07             | Masters International              | Derby       | Assembly Rooms                | NC   | Steve Davis         | Terry Griffiths     | 9–7     | [ 17 ]     |
| 03–05             | 03–07             | Championnat d'Écosse               | Dunfermline | Glen Pavilion                 | NC   | Eddie Sinclair (en) | Ian Black (en)      | 11–7    | [ 18 ]     |
| 03–??             | 03–14             | Championnat d'Irlande              | Coleraine   | Riverside Theatre             | NC   | Dennis Taylor       | Alex Higgins        | 16–13   | ,          |
| 03–??             | 03–28             | Masters d'Irlande                  | Kill        | Goff's                        | NC   | Terry Griffiths     | Steve Davis         | 9–5     | ,          |
| 04–??             | 04–??             | Masters des Highlands              | Inverness   | Eden Court Theatre            | NC   | Ray Reardon         | John Spencer        | 11–4    | [ 6 ]      |
| 04–30             | 05–16             | Championnat du monde               | Sheffield   | Crucible Theatre              | C    | Alex Higgins        | Ray Reardon         | 18–15   | [ 23 ]     |
| 05–??             | 05–??             | Classique Bass and Golden Leisure  | Liverpool   | Liverpool Centre              | NC   | Rex Williams        | Ray Edmonds (en)    | 4–1     | [ 6 ]      |
| 05–22             | 05–28             | Tournoi Pontins professionnel      | Prestatyn   | Pontins                       | NC   | Steve Davis         | Ray Reardon         | 9–4     | ,          |
| 06-??             | 06-??             | Tournoi Pontins pro-am (printemps) | Prestatyn   | Pontins                       | NC   | John Parrott        | Ray Reardon         | 7–4     |            |

## Classement mondialen début et fin de saison

### Classement après lechampionnat du monde 1981
| Rang | Évol.         | Joueur          | Points |
| 1    | en stagnation | Ray Reardon     | 9      |
| 2    | 3             | Cliff Thorburn  | 8      |
| 3    | en stagnation | Eddie Charlton  | 8      |
| 4    | 7             | Alex Higgins    | 7      |
| 5    | 3             | Terry Griffiths | 6      |
| 6    | 4             | Dennis Taylor   | 6      |
| 7    | en stagnation | Perrie Mans     | 6      |
| 8    | 2             | Fred Davis      | 6      |
| 9    | 6             | David Taylor    | 5      |
| 10   | 2             | Bill Werbeniuk  | 5      |
| 11   | 8             | Kirk Stevens    | 4      |
| 12   | 2             | John Virgo      | 4      |
| 13   | 5             | Steve Davis     | 3      |
| 14   | 1             | Doug Mountjoy   | 3      |
| 15   | 11            | John Spencer    | 3      |
| 16   | 7             | Graham Miles    | 3      |

### Classement après lechampionnat du monde 1982
| Rang | Évol.         | Joueur          | Points |
| 1    | 1             | Cliff Thorburn  | 9      |
| 2    | 11            | Steve Davis     | 8      |
| 3    | 2             | Terry Griffiths | 8      |
| 4    | 3             | Ray Reardon     | 7      |
| 5    | 1             | Dennis Taylor   | 7      |
| 6    | 8             | Doug Mountjoy   | 6      |
| 7    | 2             | David Taylor    | 6      |
| 8    | 5             | Eddie Charlton  | 6      |
| 9    | 1             | Bill Werbeniuk  | 5      |
| 10   | 1             | Kirk Stevens    | 5      |
| 11   | 7             | Alex Higgins    | 5      |
| 12   | 4             | Fred Davis      | 4      |
| 13   | 1             | John Virgo      | 4      |
| 14   | 1             | John Spencer    | 3      |
| 15   | 8             | Perrie Mans     | 3      |
| 16   | en stagnation | Graham Miles    | 2      |